# Agrumes vietnamiens
Le Viêt-Nam possède une grande diversité d'agrumes endémiques, il a développé activement sa production d'agrumes traditionnels ou de grande culture depuis la décennie 2010 principalement les oranges et les pamplemousses dans le nord et les hauts plateaux du centre du pays.
La diversité des pamplemousses locaux (Citrus maxima) est importante, certaines mandarines du delta du Mékong sont également remarquables.

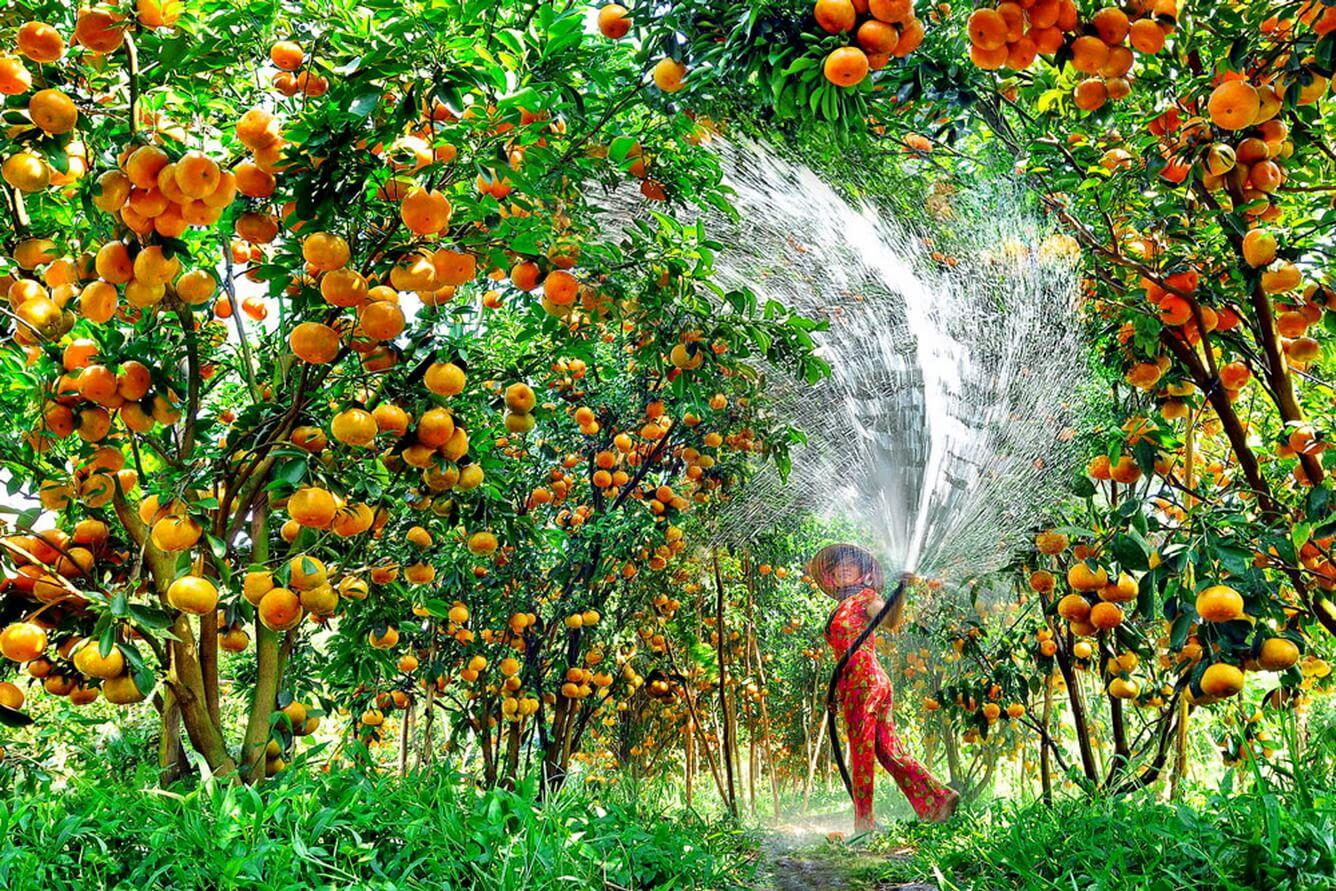
Arrosage des mandariniers à Lai Vung

## Histoire
En 1923, A. Guillaumin publie une première synthèse sur les agrumes d'Indochine (version illustrée et complétée en 1947). La découverte que le sud de la Chine et l'Indochine sont le premier centre de primo-domestication des agrumes est due à Tanaka (1935). «Si l'on admet avec Vavilov que c'est dans le lieu d'origine d'une plante cultivée, que l'espèce présente le plus grand nombre de gènes et que c'est là par conséquent que l'on peut trouver les meilleures possibilités d'améliorer cette espèce, l'Indochine mérite particulièrement d'être prospectée pour la recherche des formes sauvages ou cultivées de Citrus en vue de l'amélioration de la citriculture mondiale» écrit A. Chevallier en 1943
Aux agrumes locaux les agronomes français vont rapidement ajouter les méditerranéens. En 1932, une collection d'agrumes provenant d'Algérie a été importée à la Station de Giaray (Gia Ray Viet-Nam): mandariniers, citronniers, 11 variétés d'orangers, pamplemoussier, toutes greffées sur bigaradier. La même année des concours fruitiers sont organisés dans les principales provinces de Cochinchine pour permettre de repérer les arbres d'élite des agrumes, ces cultivars sont multipliés et sélectionnés à la station. 30 variétés de pamplemoussiers, 14 d'orangers, 8 de mandariniers et 11 de citronniers sont mises à la disposition des planteurs en 1939.
Le Comité National des Agrumes (1939 France) reçoit une communication qui expose que «le sud de l’Indochine parait mieux convenir à la culture des agrumes on peut y avoir des oranges et des mandarines toute l'année, le pamplemoussier donne des fruits amers avant complète maturité, mais très sucrés quand ils sont bien murs. On le trouve un peu partout, au Tonkin, en Annam, dans les jardins. Si la production des agrumes se développait suffisamment en Indochine, ce fruit pourrait jouer un rôle intéressant dans la vie économique du pays». En 1938 Le Monde Colonial Illustré note que l'Indochine importe largement ses agrumes du Japon, d'Australie et de Californie.

## Économie

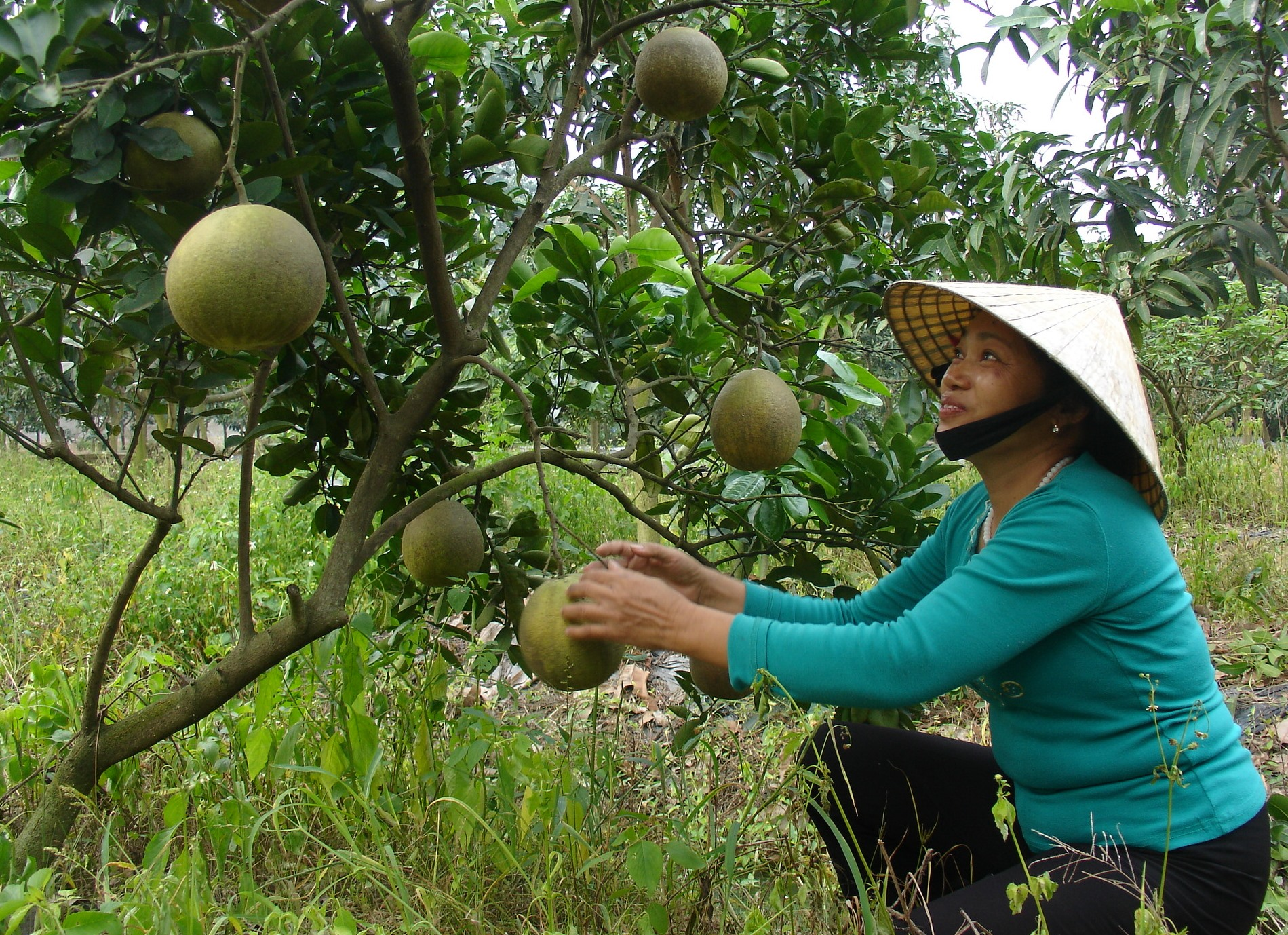
Bưởi_Lâm_Động, pamplemousse de Lam Dong

### Exportation d'oranges
Le Viêt-Nam est toujours un importateur net d'agrumes (2023), il a développé une grande culture de l'orange pour l'exportation. En 2022 il est le 9éme producteur mondial d'orange (Union Européenne comptant pour 1), devant le Maroc en 2021 avec 1,15 million de t. L'orange est le premier fruit vietnamien en termes de valeur produite. Milind Ladaniya (2008) met à côté des oranges, mandarines, limes et pamplemousses pour la consommation intérieure les variétés américaines d'orange à jus blonde Valencia de grande culture pour l'exportation: oranges Campbell, Olinda et Hamlin.
Depuis la même époque se met en place une stratégie de qualité destinée à promouvoir les fruits locaux. Les labels de qualité ont été introduits au Viet-Nam en 1995, la première Appellation d'Origine est enregistrée en 2001. 45 % des IGP actuelles (2018) sont des fruits. L'Accord de libre-échange entre le Viêt Nam et l'Union européenne (EVFTA) met en place la reconnaissance des IGP vietnamiennes en UE. Leur contribution aux exportations est débutante.

## Spécialités cultivées

### Pamplemousses

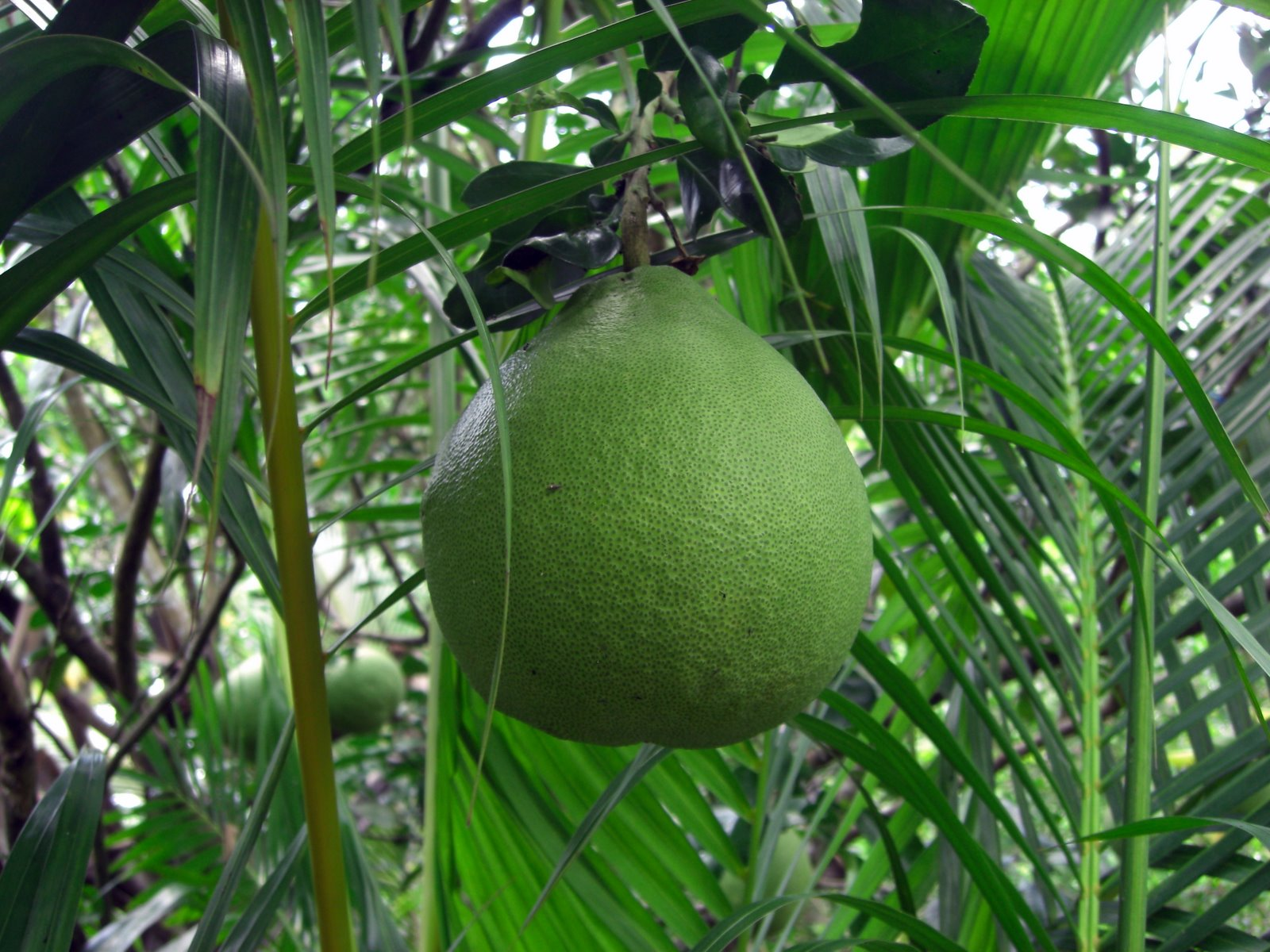
Pamplemousse à peau verte de Thanh Tan

Les travaux des généticiens chinois (2023) Dong Jiang, Xu Wang et al. ont confirmé que le clade des pamplemoussier des pays d'Asie du Sud-Est (Thaïlande et Viêt-Nam) est un groupe unique différent du chinois Shatian et des cultivars du Wendan et Mammouth. Ces chercheurs reconstituent la phylogénie des pamplemoussiers et parviennent à la conclusion que le Viêt-Nam est le centre d'origine de cet agrume, à preuve l'introgression des populations du Vietnam a été constatée dans la plupart des accessions du sud de la Chine.
Le Viêt-Nam compte 3 zones de culture: le delta du Mékong, le Centre Nord (cultivars Thanh Tra de Huế et  Phuc Trach de Huong Khe) les montagnes du nord (petites superficies) où est produit l'IGP Doan Hung. Mais les pomelos font l'objet d'une culture vivrière dans tout le pays. La superficie totale de culture était estimée à 45 000 ha en 2010.

Le pamplemousse à peau verte Bưởi da xanh de Thanh Tan, district de Mo Cay Bac, province de Ben Tre (3 300 ha) est le plus exporté. Il est facile à peler et sucre (9,5 à 12 ° brix). Les principales provenances exportées sont Nam Roi, Da xanh (pamplemousse à peau verte), Doan Hung, Dien et Phuc Trach.

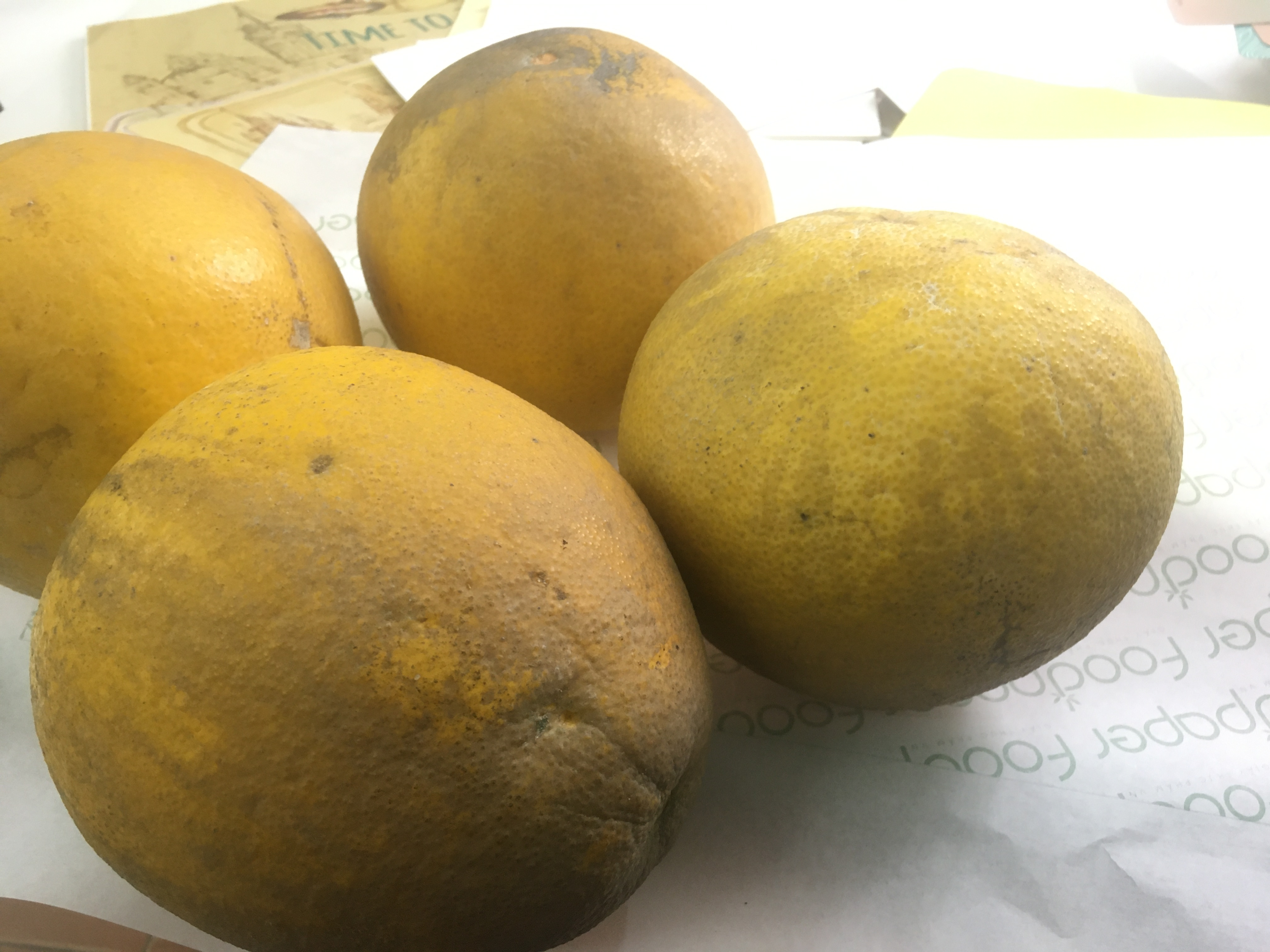
Pamplemousse de Dien, petit fruit jaune

Pamplemousse de Dien Bưởi Diễn. Culture dans l'ex village de Dien, district de Bac Tu Liem, Hanoi. Fruit jaune de petite taille.
Les IGP actuelles sont:

#### Pamplemousse rouge de Luan Van

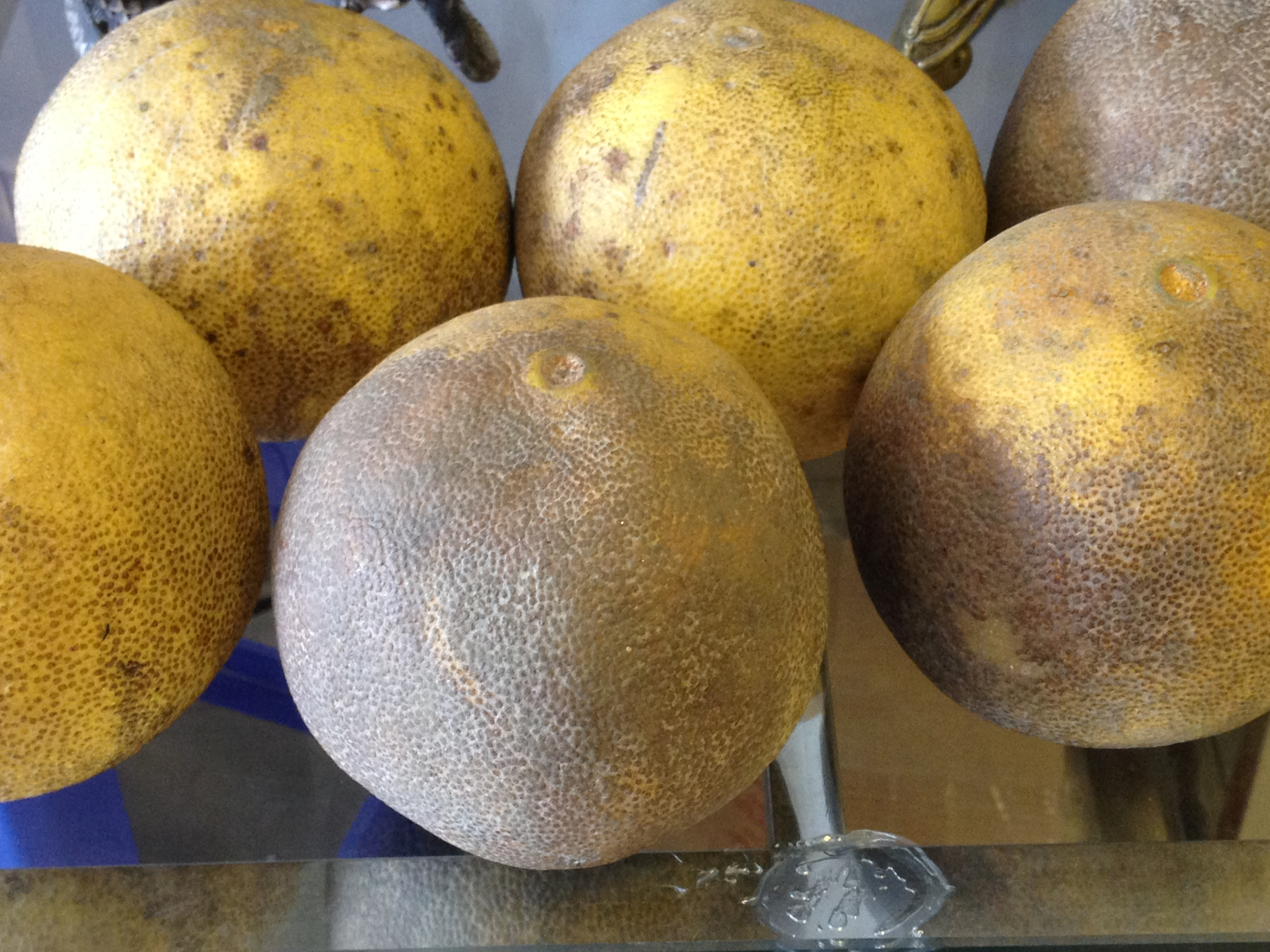
Pamplemousses Đoan Hùng de Phú Thọ

#### Pamplemousse doux de Doan Hung - Phú Tho.
Bưởi Đoan Hùng. Ce pamplemousse réputé tricentenaire est cultivé dans le district de Doan Hung, communes Phu Dien, Tu Liem, Hanoï. Le fruit d'environ 1 kg est jaune, sphérique, pulpe claire, peu juteuse, douce et fraiche avec un arôme caractéristique. Il est cultivé dans les terres alluviales des rivières Lo et Chay. Il a remporté la Marque d'or agricole vietnamienne en 2015. l'IGP et une AOC datent de 2006.

#### Pamplemousse de Phuc Trach
Bưởi Phúc Trạch. Ce pamplemousse piriforme jaune vif à jaune-vert a une pulpe rose à rouge. La zone de production couvre 19 communes du district de Huong Khe, province de Ha Tinh. sur 2 700 ha avec 23 000 t (2021), la surface moyenne par producteur est 10 ha. Il a été le premier pamplemousse vendu en ligne dans la pays.

#### Pamplemousse de Tan Trieu
Le pamplemousse de l'ile de Tan Trieu IGP est produit commune de Tan Binh, district de Vinh Cuu dans le Dong Nai, il aurait été introduit depuis le Brésil en 1869 par un religieux catholique. Le fruit est sucré. Il est exporté vers l'Europe.

#### Pamplemousse Nam Roi de Bình Minh

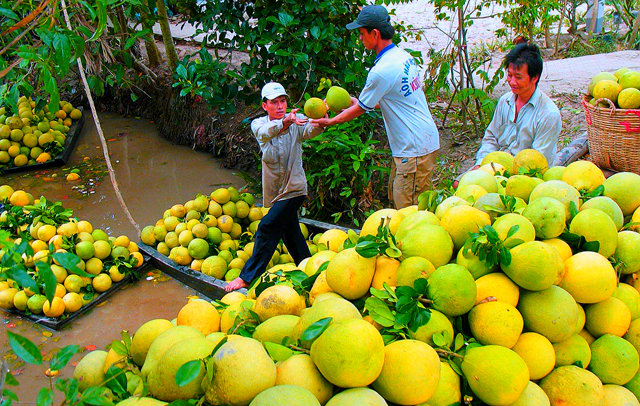
Récolte des pamplemousses pomelo Nam Roi dans le district de Ke Sach, province de Soc Trang

Le Pamplemousses Nam Roi (Bưởi Năm Roi) de la province de Bình Dinh bénéficient de l'IGP depuis 29 août 2013. C'est le pamplemousse vietnamien le plus connu, 10 000 ha sont cultivés dans le delta du Mékong (Hau Giang et Vinh Long) avec une double récolte en août et décembre du calendrier lunaire. Le cultivar est local, pendant la période coloniale française l'obtenteur M. Tran Van Buoi (1918-1990) de Mai Dam aurait accidentellement ramassé un fruit sur la rivière et planté des graines. Fruit piriforme à peau verte pèse de 1,5 à 3 kg, la pulpe rouge ou jaune est douce juste acidulée (9,6 à 10,8 ° brix) avec peu de pépins.

### Mandarines
Les principales provenances de mandarines au Viet-Nam sont:
- Provinces de l'ouest: les  Quyt duong (quyt da xanh): souvent présentée verte, goût sucré et lLes Quyt hong (quyt tieu) à pulpe rouge.
- Sud du pays: les mandarines Thaïs Quyt Thai très sucrées et Quyt ngot mien Nam forme locale des Quyt duong
- Province de Bac Kan: Quyt Bac Kan.

#### Mandarine de Bac Kan

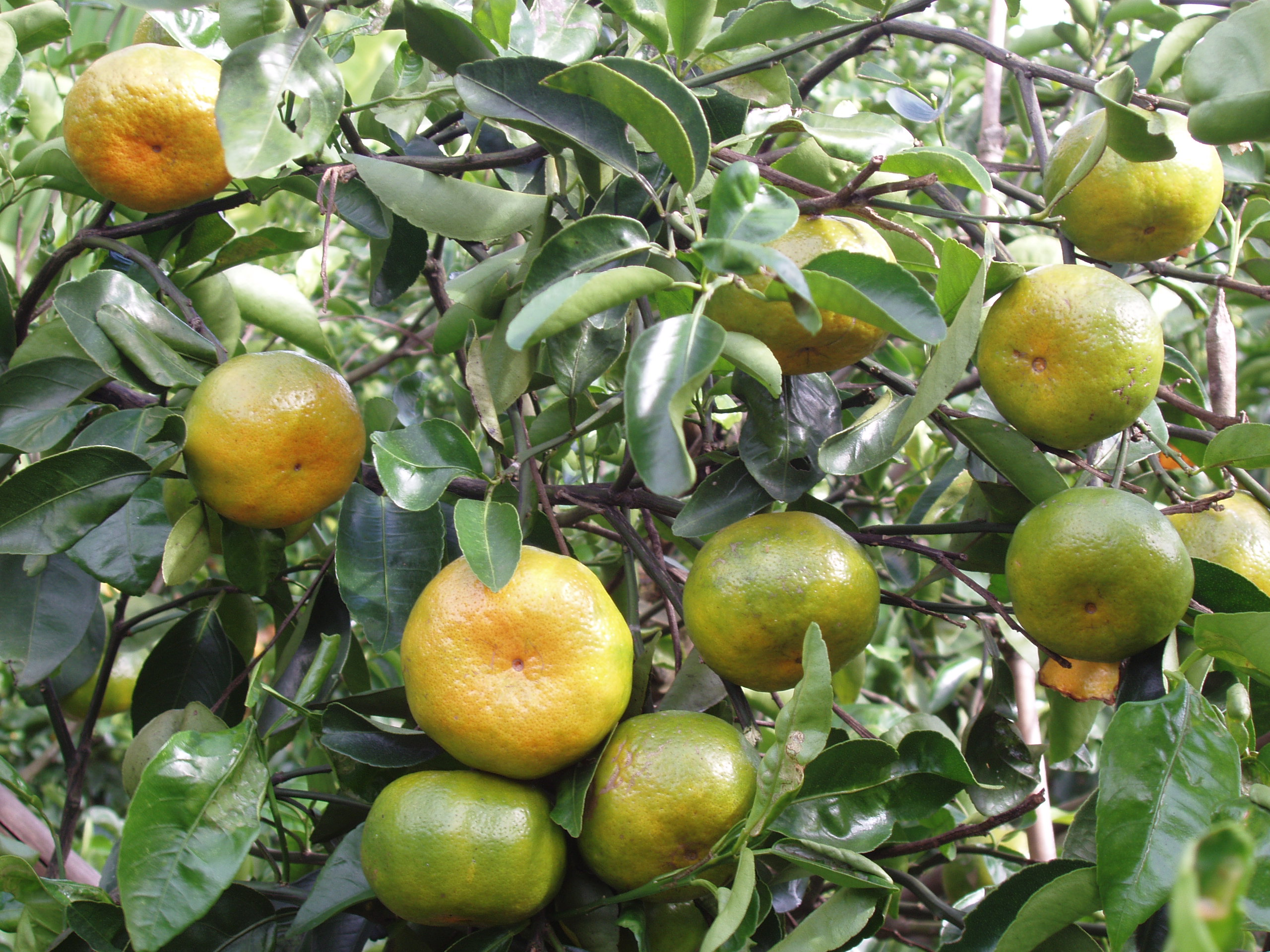
Tangerine Hương Cần

Cette mandarine de montagne du nord, principal village producteur commune de Quang Thuan, quýt Bắc Kạn est un fruit à peau jaune et lisse, au goût sucré légèrement acidulé très aromatique. IGP.

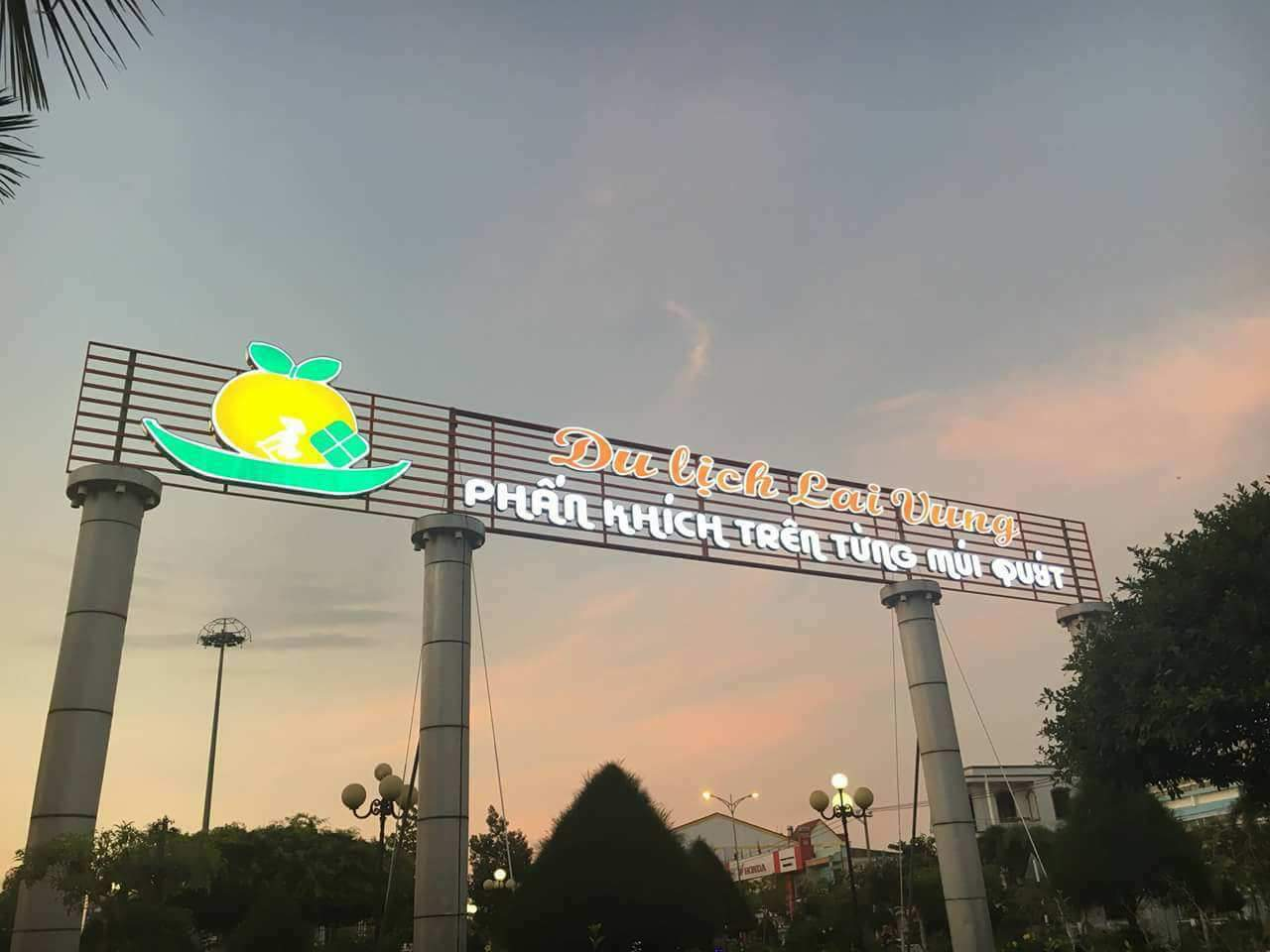
Festival de la mandarine rose de Lai Vung (2023)

#### Mandarine rose
Quýt hồng est une spécialité de mandarine du delta du Mékong cultivée communes de Tan Phuoc, Long Hau, Tan Thanh, province de Dong Thap, district de Lai Vung au fruit doux, à peau brillante rouge oranger. La peau est fine, elle est facile à peler. La superficie cultivée est d'environ 800 ha . La culture en serre à haute densité est expérimentée . En zone humide la culture se fait sur un tronc élevé, les vergers avec des fruits largement au dessus de taille humaine sont impressionnants.
Mandarine rose est une marque, la récolte se fait au moment du Têt, les fruits sont conservés jusqu'à 2 mois. Un festival Festival de la Mandarine Rose dans le district de Lai Vung a été créé en 2023.avec concours du plus Beau mandarinier.

#### Mandarine douce

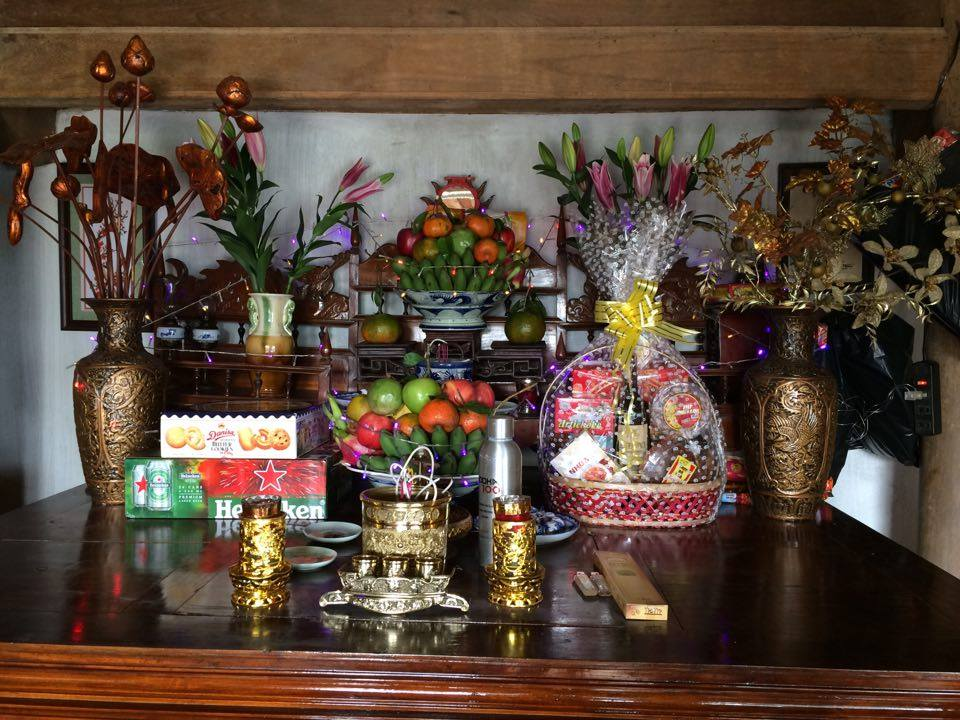
Autel du Nouvel An avec oranges et mandarines

Les mandarines douces, originaires du Fujian, en Chine, sont connues sous le nom de mandarine de printemps, la récolte se fait en décembre et janvier. Diverses variétés se sont adaptées aux climats vietnamiens.
- de Gia Luan. Quýt ngọt Gia Luận est cultivée dans commune de Gia Luan, district de Cat Hai, ville de Haiphong est classée plante précieuse devant être conservée (2005). La mandarine est un cultivar traditionnel, sucré, de forme aplatie, rouge orangé, presque sans pépins de 140 à 180 g réputée pour son gout[35].
- de Nghia Hung, commune de Muong Coi (Phu Yen, Son La) ces fruit a été récompensé comme produits agricoles typiques de la province de Son La en 2022[36].

- Mandarine Huong Can Quýt Hương Cần, cultivées à Thua Thien Hue, petite superficie d'un fruit traditionnel.

### Oranges
Les oranges sont largement cultivées pour la fête du nouvel an, elle se confondent avec des tangors, les principales variétés cultivées sont l'Orange Cao Phong Hoa Binh, Cam sành Hà Giang, Cam bù Hà Tĩnh, Cam Khe Mây Hà Tĩnh, Cam xoàn Lai Vung (à pulpe verte), Cam canh (qui est une tangerine)  Cam sành Hàm Yên, Cam Vinh.

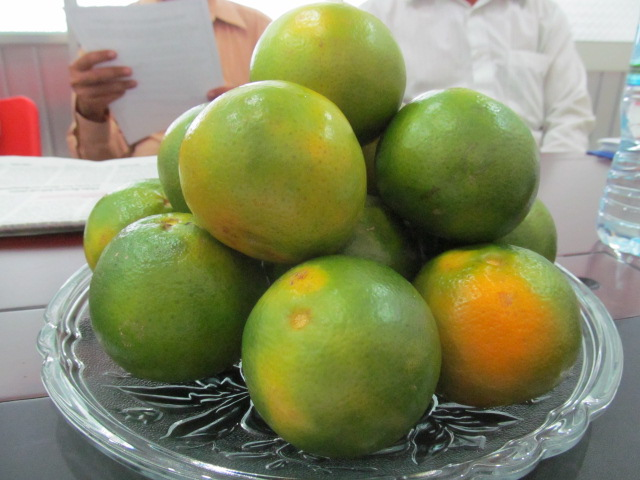
Oranges Cam_sành

#### Oranger Sành
Largement cultivé dans le sud, il aurait été introduit par John A. Bingham (ambassadeur des États-Unis au Japon), en 1880, avant l'introduction de la mandarine King en 1882 par le Dr. Magee depuis la pépinière à Riverside Californie.

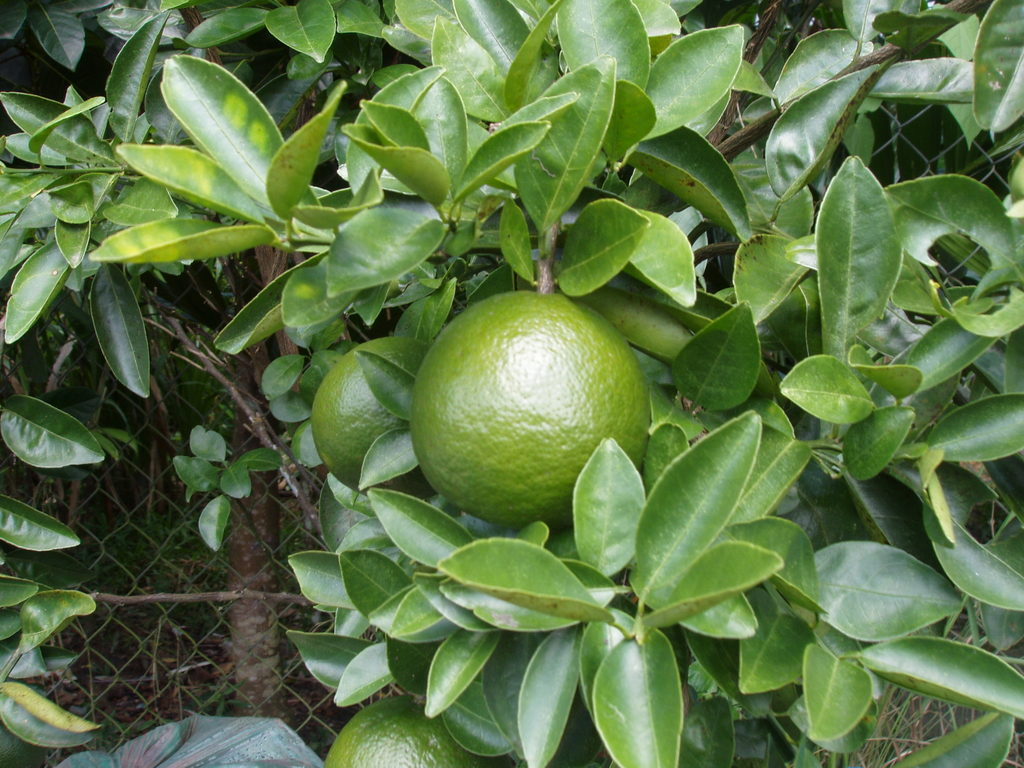
Oranger Sành serait un hybride C. reticulata x C. sinensis

#### Orange de Cao Phong (Cam Cao Phong)
IGP. Novembre 2014. Cette orange (22000 t en 2021) est produite sur 2000 ha dans les communes de Thu Phong, Dung Phong et Nam Phong, Cao Phong est dans la province septentrionale de Hoà Binh est douce et sucrée la couleur du fruit variable du jaune-vert ) oranger. La récolte commence tôt (septembre) et se prolonge jusqu'à avril.

#### Orange de Vinh
Vinh Long - orange royale - est une orange du delta du Mékong à Nghe An, Hung Yen, Lao Cai, Ha Giang et Dien Bien. Il s'agit d'une orange à jus avec quelques pépins, poids moyen 235 g douce 8 à 10 ° brix.

### Petits agrumes
Les petits fruits sont des cadeaux porte bonheur et des décorations du jardin

#### Calamondin
Quất, tắc ou hạnh, le calamondin Citrus microcarpa est cultivé dans les jardins et utilisé en cuisine pressé directement dans des plats tels le pho, les vermicelles de bœuf Hue, de la soupe de nouilles...

#### Kumquat
Kim quất les kumquat sont cultivés pour être offerts comme cadeau ou décoration du têt, le village de Tu Liên (arrondissement de Tây Hô) Hanoîï, est spécialisé dans la production de ces petits arbres.

## Biodiversité et politique phytosanitaire
Les jardins potager domestiques vietnamiens sont connus pour leur importante biodiversité, 37 variétés de pamplemousse sont inventoriés du 4 écosites en 1991. En 2006, 40 variétés indigènes d'agrumes natives des régions productrices du nord ont été évaluées. Les chercheurs du RIFAV au nord  (Research Institute of Fruit and Vegetables) et du SOFRI au sud (Southern Fruit Research Institute) ont travaillé les porte greffe d'agrume, tolérance à la salinité, l'incompatibilité, résistance au phytophtora et absence de pathogènes. Des variétés assainies ont été importée d'Australie (2008): orange navel dans la province de Lam Dong, tangelo Orlando dans le delta du Mékong.
Le HBL est présent au Viet-Nam son vecteur identifié est Candidatus Liberibacter asiaticus. La biodiversité des Citrus a pour corolaire une forte diversité des pathogènes.

### Agrumes sauvages
Pham-hoang (1992) a décrit 7 taxons dans les forêts vietnamiennes. C. annamensis Tan. (Cam Hoi, Phu Hu et Phu Khanh), C depressa (Quang Tri) C. macroptera Montr. var. annamensis Tan. (Nha Trang), C. aurantium L. (Nui Cam, Chau Doc), C. aurantium sub. ichangensis Guill. var. latipes Guill., C. grandis x C. reticulata (Sapa), C. amblycarpa (Hassk.) Ochs. (non localisé nommé Quit Ta, gros fruit de 10 cm) et C. hystrix DC. Citrus depressa et C. amblycarpa y sont décrits peu ou pas épineux.

## Huile essentielle
Une étude d'ensemble (Nguyên Thi Lan Phi et al. 2014) portant sur les HE de lime Long An, lime Da Lat, orange Xoan, orange Vinh, des pamplemousses Tan Trieu et Thanh Tra, a montré une forte variabilité des compositions chimiques et des propriétés biologiques des  HE de lime et de pamplemousse selon lieux de culture.
Mesuré sur Lime Dao, orange Phu Tho et pamplemousse Doan Hung les rendements avec la méthode d'extraction sous vide sont 0,16 % 0,59 % et 0,04 %, l'extraction par pression à froid donne des rendements encore plus faibles 0,03 % 0,25 % et 0,03 % .

En 2021 Tuan Quoc Doan et al. ont publié une étude sur l'HE de Limnocitrus littoralis (parfois considérée comme éteinte) récoltée dans la région de Quang Ngai qui donne: myrcène 25 %, γ-muurolène 11 % et acide oléique 10,3 %.